# 山城町赤谷
山城町赤谷（やましろちょうあかだに）は、徳島県三好市の町名。郵便番号は779-5336。

## 地理
三好市の西部に位置。北は山城町大野、東は柳城町頼広、南は山城町仏子・山城町光兼・山城町尾又、西は山城町平野とそれぞれ接する。
地内北部を西から東にかけて銅山川の支流である黒川谷川が流れている。

### 河川
- 黒川谷川

## 歴史
- 2006年（平成18年）3月1日 - 三好郡山城町が三野町・池田町・井川町・東祖谷山村・西祖谷山村と合併して三好市が発足し、現在の町名となる。

## 世帯数と人口
2021年（令和3年）12月31日現在の世帯数と人口は以下の通りである。
| 町丁       | 世帯数 | 人口 |
| ---------- | ------ | ---- |
| 山城町赤谷 | 19世帯 | 35人 |

## 小・中学校の学区
市立小・中学校に通う場合、学区は以下の通りとなる。
| 番地 | 小学校             | 中学校             |
| ---- | ------------------ | ------------------ |
| 全域 | 三好市立山城小学校 | 三好市立山城中学校 |

## 施設
- 赤木神社

## 交通

### 鉄道
- 最寄駅はJR土讃線の阿波川口駅。